# Большая Слободка
Больша́я Слобо́дка — укреплённое поселение эпохи Киевской Руси в Земле вятичей, существовавшее в домонгольское время. Находится у деревни Слободка Шаблыкинского района Орловской области России. Городище расположено на мысу высокого правого берега реки Навли и названо «Большим Слободкинским». В письменных источниках названия не сохранилось. С 1959 по 1966 год в этом месте Верхнеокской экспедицией под руководством Т. Н. Никольской проводились археологические раскопки, в ходе которых была вскрыта почти вся территория детинца. Культурный слой городища датируется XII—XIII веками. Сильным пожаром были уничтожены все постройки, в которых обнаружены скелеты людей и разнообразные предметы быта. По мнению Т. Н. Никольской, город был сожжён и разрушен в 40-х годах XIII столетия, предположительно, полчищами хана Батыя, и после этого жизнь в нём больше не возрождалась. В. М. Неделин гибель Слободки относит к 1310 году и связывает её с междоусобной войной в Брянском княжестве, происшедшей в 1309—1310 годах между смоленским князем Святославом Глебовичем и его племянником князем Василием Александровичем.

## Описание городища

Раскопки Т. Н. Никольской. 1961 год

В 1959 году Верхнеокская экспедиция начала поиски древнерусских поселений в бассейне реки Навли. У деревни Слободка были обследованы два городища — Большое Слободкинское и Малое, которое было сильно разрушено при строительстве плотины через овраг. Большое оказалось наиболее сохранившимся памятником, планомерные исследования которого начались в сентябре того же года при участии сотрудников Орловского краеведческого музея и Орловского областного управления культуры, и велись в течение семи полевых сезонов. Остатки города состоят из детинца — внутренней городской крепости, окольного города, в виде подковы охватывающего детинец и неукреплённого посада.

### Предыстория
В древнейшем слое «Слободки» были вскрыты остатки построек дославянского поселения мощинской культуры IV—VII веков. Дославянский культурный слой имел небольшую толщину — 0,2—0,3 м и сохранился не на всей территории площадки. По мнению исследователей, часть этого слоя была уничтожена во время строительства города. В VIII веке здесь располагалось славянское кладбище (одно из древнейших на территории Орловской области) с сохранившимися останками трупосожжений в глиняных урнах — толстостенных лепных сосудах с хорошо отогнутым венчиком, а иногда и без урн. Ямки для кремаций были небольшие (диаметром 0,3—0,5 м) и неглубокие (0,15—0,25 м). Подобный бескурганный обряд погребения хорошо известен в Полесье и районе Житомира. Погребальные урны относятся как к раннему типу Корчакской культуры, так и к более позднему времени — Лука-Райковецкой. Исследователи считают, что в первой половине XII века на месте древнего поселения возникла неукреплённая феодальная усадьба, которая вскоре была сожжена во время междоусобных войн, а затем здесь был отстроен уже хорошо укреплённый городок, окружённый крепкой рубленной стеной.

### Детинец
Детинец представляет собой округлую в плане форму диаметром около 80 метров, площадью 0,4 га. С восточной стороны детинец и окольный город имели общую природную защиту — неглубокий овраг, превращённый затем в ров. С западной стороны детинец защищала широкая ложбина. Южный склон детинца омывает река Навля, протекая в 70 метрах от его подножия. Над уровнем реки площадка детинца возвышается на 20—26 метров. Наиболее уязвимой была напольная северная сторона. С северной стороны был устроен мощный земляной вал, основу которого составляли клети из дубовых брёвен, толщиной 0,2—0,3 м и длиной 4—5 м, соединённых между собой «в обло» (или «в чашу»). Клети засыпались землёй. Стена делилась (перевязывалась) поперечными стенками на отдельные секции шириной около 4 м. Эти укрепления служили каркасом земляного вала, предохранявшим его от оползания. Мощная дубовая стена выходила на поверхность вала. С западной, южной и восточной сторон вала не было и стена шла непосредственно вдоль оврага, ложбины и берега реки. В пересечении южной и западной частей стен были открыты остатки квадратной в плане башни. Такие же остатки обгоревших бревенчатых башен обнаружены также и в других частях оборонительной стены. По мнению Никольской, такая система фортификации была устроена по всему периметру площадки детинца. Оригинальность инженерного замысла, выявленного в этом памятнике, состоит в том, что сооружение башен приходится на места укреплений окольного города со стенами детинца. Одна из башен юго-восточной стороны, обнаруженная в верхнем горизонте культурного слоя, выполняла роль наблюдательной. С этого места хорошо просматривается вся долина реки. Постройку башни относят к последнему периоду существования крепости. Вблизи этой башни найдены обломки колокола, посредством которого население могло оповещаться об опасности. На случай осадного положения в детинце имелся колодец. От колодца осталась воронка диаметром около 6 м и глубиной почти 3 м (время раскопок).

### Окольный город и посад
Окольный город имел свою систему укреплений. Его вал и ров были меньшей высоты и глубины, чем в детинце. Отсутствовали также прочные внутривальные каркасные конструкции. Оплот окольного города сооружался в виде частокола или бревенчатых стен. Окольный город исследован археологами хуже детинца. По мнению археологов на территории окольного города находилась деревянная, как и весь город, церковь. Исследования окрестностей детинца и окольного города показали, что вся прилегающая территория городища была заселена в одно время с XII по XIII век. Верхний культурный слой в окольном городе (как и в детинце) в местах сооружений отложился в небольшой отрезок времени с середины XII до середины XIII века и составляет от 1 до 1,5—2 метров. В нём были найдены остатки сгоревших и частично истлевших деревянных сооружений, развалы глинобитных печей, куски печин, предметы быта, вооружения, украшения, фрагменты гончарной керамики.
Вдоль берега реки Навли восточнее и западнее крепости протянулся неукреплённый посад. Общая площадь городища составляет около 40 гектар. Близ городища по обеим берегам Навли (традиционно недалеко от укреплённого поселения) располагался целый ряд селищ, в том числе на территории и около современных селений Слободка и Сомово.

## Жилища и хозяйственные постройки
При раскопках детинца были открыты остатки жилых и хозяйственно-производственных построек. Застройка носила усадебный характер. Были выявлены две усадьбы (или два больших двора). В северо-западной части располагалась усадьба феодала (или, возможно, княжеского посадника), ограждённая частоколом. Три наиболее значительных сооружения составляли единую жилую постройку. На примыкавшем к ним большом дворе располагались ещё два небольших двора со срубными домами и некоторыми хозяйственными строениями, в том числе погреба и, возможно, конюшня. В состав производственных построек входили кузница (с остатками кузнечного горна), гончарная мастерская (с печью для обжига поливной керамики). Вторая усадьба находилась в южной части детинца. Она состояла из двух наземных жилищ с глубокими подпольями и хозяйственных построек: погребов, ям для хранения зерна, полуземлянок ремесленников и домницы с сыродутным горном. На остальной территории детинца открыты преимущественно наземные однокамерные срубные дома, жилые клети, в том числе отапливаемые, реже полуземлянки, производственные и хозяйственные постройки: погреба, зерновые ямы, кладовые клети, подпольные ямы жилищ, риги, овины, амбары.

## Ремесло

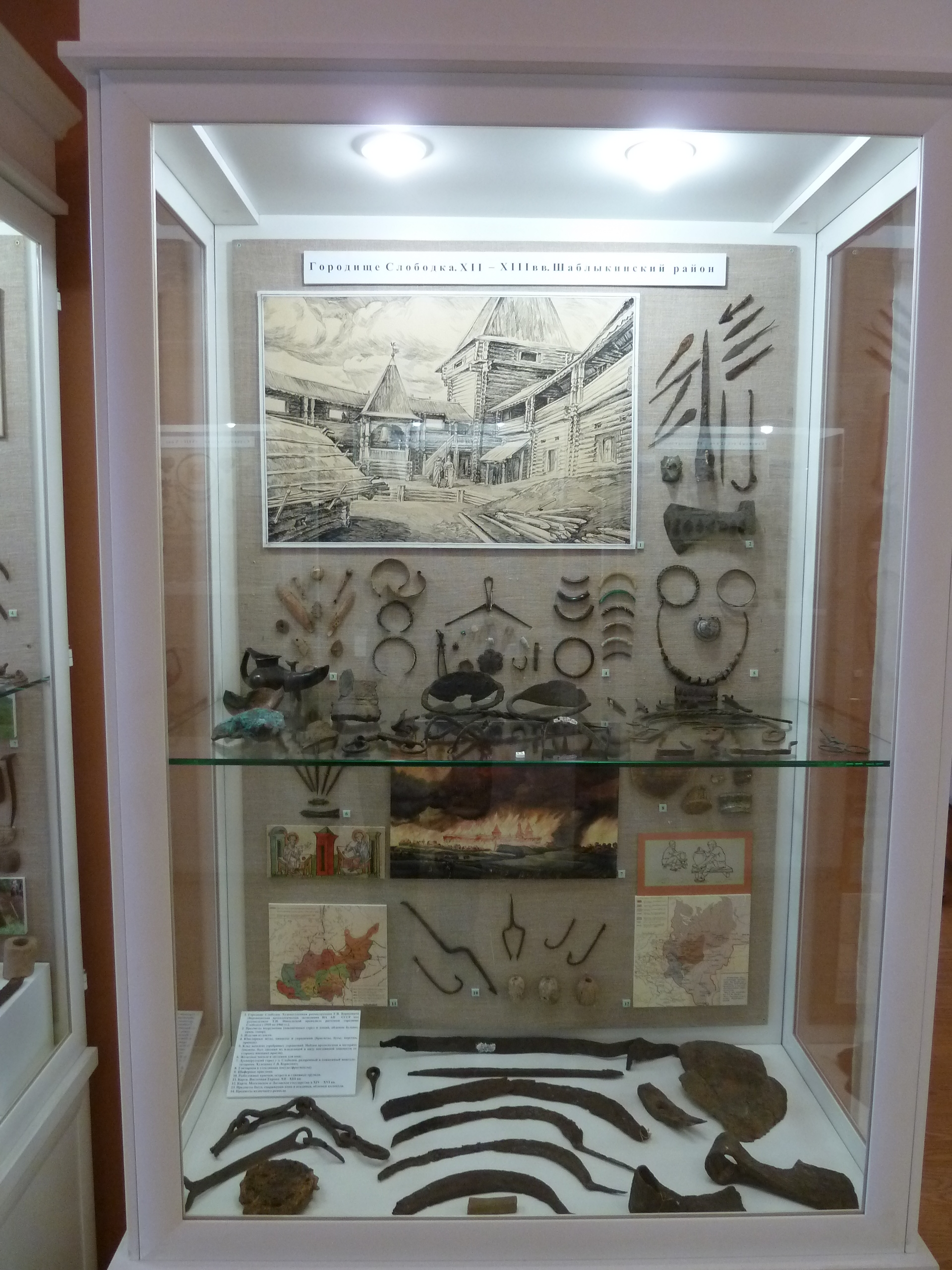
Артефакты городища в Орловском краеведческом музее

### Обработка металла
Для производства железа использовалось местное сырьё — болотные (или луговые) руды. Болотные руды составляли довольно большие запасы в бассейне верхней и средней Оки по берегам её крупных притоков, а также в районе Навли.

#### Орудия труда
Почти все предметы из чёрного и цветного металла, найденные при раскопках, изготовлены местными мастерами. Это инструменты кузнеца и ювелира: кузнечный молот-кувалда, слесарные зубила, напильник, пинцеты, молоточки для изготовления ювелирных изделий, железные ножи; многочисленные инструменты для обработки дерева: вислообушные широколезвийные топоры, тёсла, скобели, долота простые и с фигурным лезвием (втульчатое), ложкарки, перовидные и спиральные свёрла, молоток-гвоздодёр, черта. Отдельной мастерской для обработки кости в детинце не было выявлено. Скорее всего мастера-косторезы жили в окольном городе или на посаде. Костяные поделки немногочисленны; так же как и деревянные они были уничтожены во время пожара, а не сгоревшие истлели со временем.

#### Предметы быта
Предметы быта являлись самой многочисленной и разнообразной категорией вещей, найденных в Слободке. Сюда входят: ножи (основной тип широколезвийный тонкий нож) можно разделить на хозяйственные — кухонные и столовые, рабочие — для обработки дерева, кости и кожи, хирургические, боевые — «засапожные»; ножницы: шарнирные, ручки которых загнуты в кольца и не сварены со стержнем, и пружинные для стрижки овец. Важным предметом в хозяйстве были кресала (овальные и калачевидные). Одними из многочисленных предметов из железа были замки (висячие и нутряные) и ключи. Другие предметы: пробои, дужки, петли, железные обручи от деревянных вёдер, ушки от котлов, сковороды, цепи, одёжные и поясные пряжки, подковки, скобы, гвозди (строительно-крепёжные, обойные, сапожные, подковные) и другие предметы.
По обнаруженным скоплениям большого количества бронзового шлака и разрушенных при пожаре бронзовым вещам, а также открытым остаткам меднолитейного горна можно говорить о том, что в Слободке функционировали мастерские ремесленников-ювелиров. Горн служил для переплавки сломанных вещей, из которых затем изготавливались новые украшения. На городище найдено сырьё для изготовления предметов украшений: слитки олова, свинца, куски медной проволоки. Сечение медной проволоки оказалось довольно ровным, это может указывать на то, что слободкинским мастерам хорошо были знакомы приёмы волочения проволоки. Самой большой категорией металлических украшений были браслеты; преобладают витые, плетёные и пластинчатые. Другие украшения: медные и бронзовые перстни, семилопастные височные кольца. Но всё-таки количество найденных предметов украшений в Слободке незначительно, что объясняется специфическими особенностями города-крепости, в котором преобладало мужское население.

#### Предметы вооружения и снаряжение
Основным оружием слободкинских воинов для дальнего боя были стрелы с черешковыми и втульчатыми железными наконечниками с плоским или гранёным сечением пера. Оружие ближнего боя в материалах Слободки немногочисленно. Это копья с железными наконечниками, бронзовая булава, меч. Многочисленные находки предметов снаряжения всадника и коня могут говорить о значительной роли конных дружинников в составе слободкинского городка. Найденные стремена относятся к двум типам: кольцевидной формы с килевидной дужкой и прогнутой подножкой для мягкой обуви легковооружённых конников и стремена арочной формы с прямой (или слегка прогнутой) подножкой и прямоугольным выступом для ушка — для тяжеловооружённых всадников, которые имели обувь с жёсткой подошвой. Найдены также шпоры, удила, рукоять плётки, скребница для чистки коня, подковы.

## Сельское хозяйство и промыслы

### Земледелие
Ведущая роль принадлежала пашенному земледелию. Среди найденных на городище железных изделий сельскохозяйственный и промысловый инвентарь занимает второе место после предметов быта. К ним относятся: плужные лемехи, серпы, косы-горбуши, гарпуны, остроги, рыболовные крючки, блёсны. Найденные два хорошо сохранившихся лемеха имели размеры: 1-й лемех — длину 23 см, ширину 17,5 см, ширину трубицы 14,5 см; 2-й лемех — длину 25 см, ширину 18 см, ширину трубицы 8,5 см. Это относительно большие и массивные орудия труда. Уборку зерновых осуществляли серпами. Пять найденных на городище серпов исследователи не смогли отнести к какому-то типу, например новгородскому или московскому. Возможно это местный вариант серпов, орловский или калужский. Из зерновых культур предпочтение отдавалось ячменю многорядному (первое место), затем ржи, овсу и мягкой пшенице. Найдены также зёрна бобовых культур.

### Животноводство
Животноводству в хозяйстве отводилась большая роль. Остеологические исследования костей домашних животных показали, что основной процент (35 %) составляли кости крупного рогатого скота. На втором месте — свиньи (29 %), затем — лошади (16,5 %), мелкого рогатого скота (7,5 %), собаки (1,7 %).

### Промыслы
О занятии бортничеством говорят частые находки коленчатых ножей для вырезывания мёда — медорезок. Для рыболовства использовались рыболовные крючки, блёсны, остроги, каменные и глиняные грузила сетей. На ловлю крупных пород рыб указывают найденный большой массивный гарпун с крючком на конце и рыболовный крючок длиной 100 мм с острым зубом. Охота в хозяйстве для населения Слободки играла незначительную роль. Охотились на лося, зайца, бобра, косулю, волка. Костные остатки представителей лесных животных составляли всего 5,3 %.

## Торговые связи
Свидетельством существования торговых связей Слободки могут являться находки весов, гирь и товарных пломб. Было найдено целое медное коромысло карманных весов и обломки медных чашек для них. Изделия из стекла составляли значительную часть импорта. Это стеклянная посуда и украшения: браслеты, бусы, перстни. Находки фрагментов стеклянной посуды были обнаружены в основном на территории богатых усадеб детинца. По спектральному анализу стекла, проведённому Ю. Л. Щаповой и М. Д. Полубояриновой, было определено, что они привезены из Киева и Причерноморья. Шарообразные стеклянные бусы, изготовленные методом навивки стеклянной нити, по мнению А. В. Арциховского, были изготовлены, возможно, в Подмосковье. В тех же богатых жилищах найдены фрагменты грушевидных амфор, в которых доставлялось из Северного Причерноморья вино и оливковое масло. Подобные амфоры характерны для средневековых городов Крыма XII—XIII веков. Овручские пряслица из розового шифера свидетельствуют о торговых связях с южно-русскими землями.

## Версии локализации
Первоначально Т. Н. Никольская отождествляла Большую Слободку с летописным городом Домагощем (1147 год), но впоследствии после тщательного изучения всех имеющихся материалов отказалась от этой версии, склонившись в пользу летописного города Болдыжа (1146 год). Т. Н. Никольская в своём предположении опиралась на два летописных сообщения 1146 года. Первое упоминание: «идее ис Поутивля на Севьско и на Болдыжъ, просте бо бе ему (князю Изяславу Давыдовичу) поуть Карачевоу»; второе: «… пришедшимъ же им (князьям Изяславу Мстиславичу и Владимиру Давыдовичу) лес Болдыжъ и тоу бяхоуьт стали обедоу …». Дорога Рыльск — Севск — Карачев — Болхов — Белёв, известная с древнейших времён, проходила через Болдыж и деревня Слободка находится на этой дороге. Но существующее ныне село Балдыж в Дмитровском районе располагается тоже на этой же дороге. По предположению А. Н. Насонова Болдыж (Болдыжь, Болдежь) был расположен между Карачевом, Севском и Путивлем и также как Н. И. Надеждин и К. А. Неволин помещал его близ села Балдыж недалеко от Дмитровска на левом берегу реки Неруссы. Примерно там же помещает Болдыж А. К. Зайцев в своей статье «Черниговское княжество». Т. Н. Никольская и И. К. Фролов в 1964 и 1973 годах провели близ села Балдыж археологическую разведку и обнаружили обширное селище XIV—XVII веков размерами 300×400 метров. В. М. Неделин высказывает предположение, что именно здесь мог быть тот самый летописный Болдыж, а культурный слой XII—XIII веков погребён под более поздними столетними отложениями селища, так как разведка это не раскопки и она даёт поверхностные результаты. По его мнению городище Большая Слободка — это древнерусский Хотетов (в летописи не упоминается) — стольный город князей Хотетовских. По гипотезе Неделина, версия о привязке летописного Болдыжа к Слободке выглядит не очень убедительно и вопрос о названии города на реке Навле пока остаётся открытым.